# Ритми Кузнеця
Цикли (ритми) Кузнеця (англ. Kuznets swing) — середньострокові економічні хвилі з періодом приблизно 15-25 років, для яких характерне економічне зростання та підняття рівня густонаселенності країни. Вони одержали назву циклів Кузнеця на честь американського економіста, майбутнього лауреата Нобелівської премії Саймона Кузнеця. Були відкриті ним у 1930 році.

## Сутність
Кузнец зв'язував ці хвилі з демографічними процесами, зокрема, припливом іммігрантів і будівельними змінами, тому він назвав їх «демографічними» або «будівельними» циклами.

Нині рядом авторів ритми Кузнеця розглядаються як технологічні, інфраструктурні цикли. В рамках цих циклів відбувається масове оновлення основних технологій. Крім того непогано збігаються з циклом Кузнеця великі цикли цін на нерухомість на прикладі Японії 1980–2000 рр. і тривалість великої півхвилі підйому цін у США. 

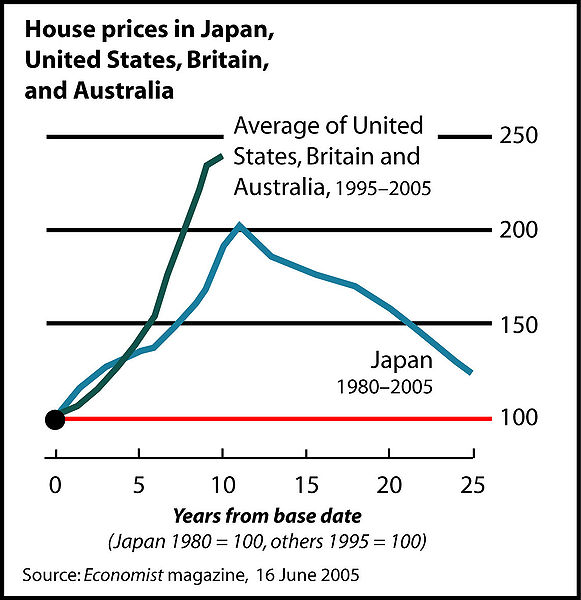

Висувалася також і пропозиція розглядати ритми Кузнеця як третю гармоніку Кондратьєвської хвилі.
У своїй роботі Мозес Абрамовіц (англ. Moses_Abramovitz) наводить наступні дані стосовно років початку затяжних депресій або стагнацій у США, співвідносячи їх з циклами Кузнеця:
- 1815
- 1836
- 1853
- 1873
- 1882
- 1892
- 1907
- 1920
- 1929

Як видно з цього переліку, чіткої періодичності не спостерігається, тому дослідники беруть середнє значення в 15-20 років.
Аналогічна ситуація і для інших показників, що стосуються праці і виробництва, наведених Абрамовіцом.

## Критика
Цикли Кузнеця не раз піддавалися критиці. Так, їх існування заперечувалося іншим американським економістом Е. Філіпом Горвеєм у 60-х роках минулого століття. Проте пізніші дані, коли з'явилася можливість використати комп'ютерні моделі спектрального аналізу, все-таки підтвердили наявність ритмів Кузнеця, зокрема при аналізі світового ВВП.
Цикли Кузнеця можуть пояснити нинішній спад світової економіки. Дійсно, останнє десятиліття XX століття було відмічене бурхливим розвитком комп'ютерних технологій, створенням Всесвітньої мережі та ін. Світ став іншим. Проте на самому початку 2000-х відбувається перенасичення ринку високих технологій, що супроводжувалося так званою кризою доткомів. У 2000-х в економіці намітився спад. З точки зору хвилевої теорії це відбувається через те, що технології XX століття вичерпали себе. Для подальшого підйому потрібні наукові відкриття, які повинні утілитися в нових продуктах або послугах.

## Пізніші дані
Деякі сучасні економісти стверджують, що коливання Кузнеця відображає 18-річний цикл вартості землі. Фред Гаррісон стверджує, що цей цикл підйому та падіння можна згладити або взагалі уникнути, стягуючи щорічний податок на вартість землі (податок на вартість землі). 
Аналіз Кузнеця піддав критиці Гоурі (1968). Гоурі стверджував, що очевидний бізнес-цикл, знайдений Кузнецем, був артефактом фільтра[en], який використовував Кузнець. Гоурі припустив, що таку ж циклічну картину можна знайти в рядах білого шуму, коли застосовано фільтр Кузнеця. Однак Кузнець стверджує, що коливання в динаміці світового ВВП можна знайти навіть без застосування фільтра Кузнеця.

## Ресурси Інтернету
- Циклы Китчина, циклы Жугляра, циклы Кузнеца, длинные волны Кондратьева [Архівовано 22 грудня 2015 у Wayback Machine.]
- Филатов И. В. Теоретическое наследие С. Кузнеца и проблемы модернизации постсоцалистических стран [Архівовано 4 березня 2016 у Wayback Machine.]